# Fear of a Black Planet
Ne doit pas être confondu avec Fear of a Blank Planet.
Albums de Public Enemy
It Takes a Nation of Millions to Hold Us Back
(1988) Apocalypse 91... The Enemy Strikes Black
(1991)
Singles
1. Fight the Power
Sortie : Juin 1989
2. Welcome to the Terrordome
Sortie : Janvier 1990
3. 911 Is a Joke
Sortie : Avril 1990
4. Brothers Gonna Work it Out
Sortie : Juin 1990
5. Can't Do Nuttin' for Ya Man
Sortie : Octobre 1990

Fear of a Black Planet est le troisième album studio de Public Enemy, sorti le 10 avril 1990. 
L'album s'est classé 3e au Top R&B/Hip-Hop Albums et 10e au Billboard 200 et a été certifié disque de platine par la RIAA le 7 juin 1990.
Il a été également nommé aux 33e Grammy Awards dans la catégorie « Meilleure performance rap d'un duo ou d'un groupe » (Best Rap Performance by a Duo or Group).

## Liste des titres
| No  | Titre                                                      | Contient un (des) sample(s) de | Durée |
| --- | ---------------------------------------------------------- | --- | ----- |
| 1.  | Contract on the World Love Jam                             | I Got You (I Feel Good) de James Brown Summertime de Billy Stewart I'm Still a Struggling Man d'Edwin Starr Together We Can Make Such Sweet Music des Spinners What'cha Say des Meters Get Off Your Ass and Jam de Funkadelic Just Us de Richard Pryor Uphill Peace of Mind de Kid Dynamite Hobo Scratch de Malcolm McLaren and World's Famous Supreme Team | 1:44  |
| 2.  | Brothers Gonna Work It Out                                 | Good to Me d'Otis Redding Sing a Simple Song de Sly and the Family Stone Get Up, Get Into It, Get Involved de James Brown Synthetic Substitution de Melvin Bliss Rappin' Ain't No Thing des Boogie Boys featuring Disco Dave, Kid Delight et Kool Ski Atomic Dog de George Clinton Fantastic Freaks at the Dixie de DJ Grand Wizard Theodore and The Fantastic Five Let's Go Crazy de Prince and The Revolution Rebel Without a Pause de Public Enemy Bring the Noise de Public Enemy Don't Believe the Hype de Public Enemy                                                                          | 5:07  |
| 3.  | 911 Is a Joke                                              | Think (About It) de Lyn Collins I Feel Like Dancing de Bad Bascomb Devil With the Bust de Sound Experience Flash Light de Parliament Thriller de Michael Jackson featuring Vincent Price Hit by a Car d'Eddie Murphy Singers d'Eddie Murphy Misunderstood de Mico Wave Somethin' Funky de Big Daddy Kane | 3:17  |
| 4.  | Incident at 66.6 FM                                        | | 1:37  |
| 5.  | Welcome to the Terrordome                                  | Train Sequence de Geoffrey Sumner Cold Sweat de James Brown Let a Woman Be a Woman - Let a Man Be a Man de Dyke and the Blazers Cloud Nine (Live) des Temptations Psychedelic Shack des Temptations Get Up, Get Into It, Get Involved de James Brown Soul Power de James Brown Jungle Boogie de Kool and The Gang I Got My Mind Made Up d'Instant Funk Operator's Choice de Mikey Dread Bon Bon De Vie de T.S. Monk Seventh Heaven de Gwen Guthrie AJ Scratch de Kurtis Blow I Got to Move de James Brown 'Give It Up or Turnit a Loose (Remix) de James Brown You're Gonna Get Yours de Public Enemy | 5:25  |
| 6.  | Meet the G That Killed Me                                  | | 0:44  |
| 7.  | Pollywanacraka                                             | Love Child de Diana Ross and The Supremes We Got More Soul de Dyke & the Blazers Think (About It) de Lyn Collins Jungle Boogie de Kool and The Gang School Boy Crush d'Average White Band I Want'a Do Something Freaky to You de Leon Haywood Let's Dance de Pleasure Flash Light de Parliament Funky Hot Grits de Rufus Thomas More Bounce to the Ounce de Zapp P.S.K. - What Does It Mean? de Schoolly D My Mike Sounds Nice de Salt-N-Pepa South Bronx des Boogie Down Productions The 900 Number de The 45 King My Prerogative de Bobby Brown Cracked Out de Masters of Ceremony                  | 3:52  |
| 8.  | Anti-Nigger Machine                                        | Nautilus de Bob James Last Night Changed It All (I Really Had a Ball) d'Esther Williams Buffalo Gals de Malcolm McLaren Black Steel in the Hour of Chaos de Public Enemy | 3:17  |
| 9.  | Burn Hollywood Burn (featuring Ice Cube et Big Daddy Kane) | Hot Wheels (The Chase) de Badder Than Evil Dance to the Drummer's Beat d'Herman Kelly & Life Give It Up or Turnit a Loose (Remix) de James Brown | 2:47  |
| 10. | Power to the People                                        | Turn Me Loose de Sly and the Family Stone Gimme Some More des J.B.'s Theme From Shaft d'Isaac Hayes Drop the Bomb de Trouble Funk Wild and Loose de The Time | 3:50  |
| 11. | Who Stole the Soul?                                        | The Elevator de Bob Prescott et Cy Harrice A Day in the Life des Beatles Getting Better des Beatles Stand! de Sly and the Family Stone Make It Funky de James Brown Have You Seen Her des Chi-Lites It's a New Day So Let a Man Come in and Do the Popcorn de James Brown Think (About It) de Lyn Collins Blow Your Whistle des Soul Searchers Scratchin' de The Magic Disco Machine Bring the Noise de Public Enemy | 3:49  |
| 12. | Fear of a Black Planet                                     | Different Strokes de Syl Johnson Underdog de Sly and the Family Stone Long Red de Mountain Flight Time de Donald Byrd Spirit of the Boogie de Kool and The Gang Holy Ghost des Bar-Kays Modern Women d'Eddie Murphy | 3:45  |
| 13. | Revolutionary Generation                                   | Respect d'Aretha Franklin Listen to Me de Baby Huey I Don't Know What This World Is Coming To des Soul Children featuring Jesse Jackson We Got Our Own Thing de C.J. & Co. Ain't We Funkin' Now des Brothers Johnson Knock Him Out Sugar Ray d'E.U. Pass the Dutchie de Musical Youth Lesson 2 (James Brown Mix) de Double Dee & Steinski Peter Piper de Run–D.M.C. Show 'Em Whatcha Got de Public Enemy | 5:43  |
| 14. | Can't Do Nuttin' for Ya Man                                | I Believe in Miracles des Jackson Sisters If You Don't Get It the First Time, Back Up & Try It Again, Parrty de Fred Wesley and The J.B.'s Don't Stop 'Til You Get Enough de Michael Jackson Terminator X Speaks With His Hands de Public Enemy Hot Pants (Bonus Beats) de Bobby Byrd | 2:46  |
| 15. | Reggie Jax                                                 | | 1:35  |
| 16. | Leave This Off Your Fuckin Charts                          | The Goodnight Kiss de Richard Pryor Good Times de Chic I Can't Go for That (No Can Do) de Hall & Oates It's Nasty (Genius of Love) de Grandmaster Flash and The Furious Five Just Rhymin' With Biz de Big Daddy Kane featuring Biz Markie Self Destruction du Stop the Violence Movement | 2:31  |
| 17. | B Side Wins Again                                          | N.T. de Kool and the Gang The Assembly Line des Commodores Catch a Groove de Juice I Can't Stop de John Davis and the Monster Orchestra Live Convention '82 (Side A) de DJ Grand Wizard Theodore Live Convention '82 (Side B) de DJ Grand Wizard Theodore Tougher Than Leather de Run–D.M.C. | 3:45  |
| 18. | War at 33 1/3                                              | | 2:07  |
| 19. | Final Count of the Collision Between Us and the Damned     | | 0:48  |
| 20. | Fight the Power                                            | | 4:42  |